# Efecto Umov
El efecto Umov, llamado también ley de Umov, establece una conexión entre la cantidad de luz polarizada reflejada por un objeto astronómico y su albedo. Este fenómeno fue descubierto por el físico ruso Nikolay Umov en 1905 y se puede observar en cuerpos celestes como la superficie lunar y los asteroides.
El grado de polarización lineal de la luz P está definido por
{\displaystyle P={\frac {I_{\perp }-I_{\|}}{I_{\perp }+I_{\|}}}\ ,}
dónde {\displaystyle I_{\perp }} y {\displaystyle I_{\|}} son las intensidades de la luz en las direcciones perpendicular y paralela al plano de un polarizador alineado en el plano de reflexión. Los valores de P son cero para luz no polarizada y ±1 para luz polarizada linealmente.
La ley de Umov establece:
{\displaystyle P\propto {\frac {1}{\alpha }}\ ,}
donde α es el albedo del objeto. Por lo tanto, los objetos muy reflectantes tienden a reflejar principalmente luz no polarizada, y los objetos débilmente reflectantes tienden a reflejar luz polarizada. La ley solo es válida para grandes ángulos de fase (ángulos entre la luz incidente y la luz reflejada).